# Henri Saivet
Henri Saivet (Dakar, 26 ottobre 1990) è un calciatore senegalese con cittadinanza francese, centrocampista del Clermont Foot e della nazionale senegalese.

## Caratteristiche tecniche
Resistenza, ha una gamba rapida e forte, oltre a essere in grado di ribaltare l'azione una volta recuperata palla.

## Carriera

### Club
Ha disputato 8 partite col Bordeaux nel 2006-2007 nella squadra B, e ha esordito con la prima squadra il 17 maggio 2008, scendendo in campo per 12 minuti contro il Lens.
L'11 gennaio 2016 viene acquistato dagli inglesi del Newcastle per circa sette milioni di euro.
Il 24 agosto 2016 passa in prestito al Saint-Étienne.

### Nazionale
In Nazionale ha disputato nel 2007 il Campionato europeo di calcio Under-17 in Belgio (perdendo in semifinale contro l'Inghilterra) e il Campionato mondiale di calcio Under-17 in Corea del Sud (perdendo ai quarti di finale contro la Spagna).

## Statistiche

### Presenze e reti nei club
Statistiche aggiornate al 10 agosto 2021.
| Stagione             | Squadra              | Campionato           | Campionato | Campionato | Coppe nazionali | Coppe nazionali | Coppe nazionali | Coppe continentali | Coppe continentali | Coppe continentali | Altre coppe | Altre coppe | Altre coppe | Totale | Totale |
| Stagione             | Squadra              | Comp                 | Pres       | Reti       | Comp            | Pres            | Reti            | Comp               | Pres               | Reti               | Comp        | Pres        | Reti        | Pres   | Reti   |
| -------------------- | -------------------- | -------------------- | ---------- | ---------- | --------------- | --------------- | --------------- | ------------------ | ------------------ | ------------------ | ----------- | ----------- | ----------- | ------ | ------ |
| 2006-2007            | Bordeaux B           | CFA                  | 8          | 1          | -               | -               | -               | -                  | -                  | -                  | -           | -           | -           | 8      | 1      |
| 2007-2008            | Bordeaux B           | CFA                  | 17         | 2          | -               | -               | -               | -                  | -                  | -                  | -           | -           | -           | 17     | 2      |
| 2008-2009            | Bordeaux B           | CFA                  | 6          | 1          | -               | -               | -               | -                  | -                  | -                  | -           | -           | -           | 6      | 1      |
| 2009-2010            | Bordeaux B           | CFA                  | 26         | 5          | -               | -               | -               | -                  | -                  | -                  | -           | -           | -           | 26     | 5      |
| Totale Bordeaux B    | Totale Bordeaux B    | Totale Bordeaux B    | 57         | 9          |                 | -               | -               |                    | -                  | -                  |             | -           | -           | 57     | 9      |
| 2007-2008            | Bordeaux             | L1                   | 1          | 0          | CF+CdL          | -               | -               | CU                 | -                  | -                  | -           | -           | -           | 1      | 0      |
| 2008-2009            | Bordeaux             | L1                   | 1          | 0          | CF+CdL          | 0+0             | 0               | CU                 | -                  | -                  | -           | -           | -           | 1      | 0      |
| 2009-2010            | Bordeaux             | L1                   | 3          | 0          | CF+CdL          | 2+1             | 0               | UCL                | 1                  | 0                  | -           | -           | -           | 7      | 0      |
| 2010-gen. 2011       | Bordeaux             | L1                   | 6          | 0          | CF+CdL          | 1+2             | 0               | -                  | -                  | -                  | -           | -           | -           | 9      | 0      |
| gen.-giu. 2011       | Angers               | L2                   | 18         | 3          | CF+CdL          | 2+0             | 1               | -                  | -                  | -                  | -           | -           | -           | 20     | 4      |
| 2011-2012            | Bordeaux             | L1                   | 24         | 1          | CF+CdL          | 2+0             | 1               | -                  | -                  | -                  | -           | -           | -           | 26     | 2      |
| 2012-2013            | Bordeaux             | L1                   | 34         | 8          | CF+CdL          | 6+1             | 1+0             | UEL                | 8                  | 0                  | -           | -           | -           | 49     | 9      |
| 2013-2014            | Bordeaux             | L1                   | 33         | 6          | CF+CdL          | 2+2             | 1+0             | UEL                | 4                  | 0                  | SF          | 1           | 1           | 42     | 8      |
| 2014-2015            | Bordeaux             | L1                   | 14         | 0          | CF+CdL          | 1+1             | 0               | -                  | -                  | -                  | -           | -           | -           | 16     | 0      |
| 2015-gen. 2016       | Bordeaux             | L1                   | 18         | 2          | CF+CdL          | 0+1             | 1               | UEL                | 8                  | 1                  | -           | -           | -           | 27     | 4      |
| Totale Bordeaux      | Totale Bordeaux      | Totale Bordeaux      | 134        | 17         |                 | 22              | 4               |                    | 21                 | 1                  |             | 1           | 1           | 178    | 23     |
| gen.-giu. 2016       | Newcastle Utd        | PL                   | 4          | 0          | FACup+CdL       | 0+0             | 0               | -                  | -                  | -                  | -           | -           | -           | 4      | 0      |
| 2016-2017            | Saint-Étienne        | L1                   | 27         | 1          | CF+CdL          | 0+1             | 0               | UEL                | 7                  | 0                  | -           | -           | -           | 35     | 1      |
| 2017-gen. 2018       | Newcastle Utd        | PL                   | 1          | 1          | FACup+CdL       | 2+1             | 0               | -                  | -                  | -                  | -           | -           | -           | 4      | 1      |
| gen.-giu. 2018       | Sivasspor            | SL                   | 12         | 0          | TK              | 0               | 0               | -                  | -                  | -                  | -           | -           | -           | 12     | 0      |
| 2018-2019            | Bursaspor            | SL                   | 29         | 2          | TK              | 0               | 0               | -                  | -                  | -                  | -           | -           | -           | 29     | 2      |
| 2019-2020            | Newcastle Utd        | PL                   | 0          | 0          | FACup+CdL       | 0+0             | 0               | -                  | -                  | -                  | -           | -           | -           | 0      | 0      |
| 2020-2021            | Newcastle Utd        | PL                   | 0          | 0          | FACup+CdL       | 0+0             | 0               | -                  | -                  | -                  | -           | -           | -           | 0      | 0      |
| Totale Newcastle Utd | Totale Newcastle Utd | Totale Newcastle Utd | 5          | 1          |                 | 3               | 0               |                    | -                  | -                  |             | -           | -           | 8      | 1      |
| 2022-2023            | Pau                  | L2                   | 34         | 7          | CF              | 2               | 1               | -                  | -                  | -                  | -           | -           | -           | 36     | 8      |
| 2023-2024            | Pau                  | L2                   | 32         | 8          | CF              | 1               | 0               | -                  | -                  | -                  | -           | -           | -           | 33     | 8      |
| Totale Pau           | Totale Pau           | Totale Pau           | 66         | 15         |                 | 3               | 1               |                    | -                  | -                  |             | -           | -           | 69     | 16     |
| 2024-2025            | Clermont Foot        | L2                   | 12         | 2          | CF              | 0               | 0               | -                  | -                  | -                  | -           | -           | -           | 12     | 2      |
| Totale carriera      | Totale carriera      | Totale carriera      | 360        | 50         |                 | 31              | 5               |                    | 28                 | 1                  |             | 1           | 1           | 420    | 57     |

### Cronologia presenze e reti in nazionale
| Cronologia completa delle presenze e delle reti in nazionale ― Senegal | Cronologia completa delle presenze e delle reti in nazionale ― Senegal | Cronologia completa delle presenze e delle reti in nazionale ― Senegal | Cronologia completa delle presenze e delle reti in nazionale ― Senegal | Cronologia completa delle presenze e delle reti in nazionale ― Senegal | Cronologia completa delle presenze e delle reti in nazionale ― Senegal | Cronologia completa delle presenze e delle reti in nazionale ― Senegal | Cronologia completa delle presenze e delle reti in nazionale ― Senegal |
| Data                                                                   | Città                                                                  | In casa                                                                | Risultato                                                              | Ospiti                                                                 | Competizione                                                           | Reti                                                                   | Note                                                                   |
| ---------------------------------------------------------------------- | ---------------------------------------------------------------------- | ---------------------------------------------------------------------- | ---------------------------------------------------------------------- | ---------------------------------------------------------------------- | ---------------------------------------------------------------------- | ---------------------------------------------------------------------- | ---------------------------------------------------------------------- |
| 14-8-2013                                                              | Saint-Leu-la-Forêt                                                     | Zambia                                                                 | 1 – 1                                                                  | Senegal                                                                | Amichevole                                                             | -                                                                      |                                                                        |
| 7-9-2013                                                               | Dakar                                                                  | Senegal                                                                | 1 – 0                                                                  | Uganda                                                                 | Qual. Mondiali 2014                                                    | -                                                                      |                                                                        |
| 12-10-2013                                                             | Abidjan                                                                | Costa d'Avorio                                                         | 3 – 1                                                                  | Senegal                                                                | Qual. Mondiali 2014                                                    | -                                                                      |                                                                        |
| 16-9-2013                                                              | Casablanca                                                             | Senegal                                                                | 1 – 1                                                                  | Costa d'Avorio                                                         | Qual. Mondiali 2014                                                    | -                                                                      |                                                                        |
| 5-3-2014                                                               | Saint-Leu-la-Forêt                                                     | Senegal                                                                | 1 – 1                                                                  | Mali                                                                   | Amichevole                                                             | -                                                                      |                                                                        |
| 9-1-2015                                                               | Casablanca                                                             | Senegal                                                                | 1 – 0                                                                  | Gabon                                                                  | Amichevole                                                             | -                                                                      |                                                                        |
| 13-1-2015                                                              | Casablanca                                                             | Senegal                                                                | 5 – 2                                                                  | Guinea                                                                 | Amichevole                                                             | -                                                                      |                                                                        |
| 19-1-2015                                                              | Mongomo                                                                | Ghana                                                                  | 1 – 2                                                                  | Senegal                                                                | Coppa d'Africa 2015 - 1º Turno                                         | -                                                                      |                                                                        |
| 23-1-2015                                                              | Mongomo                                                                | Sudafrica                                                              | 1 – 1                                                                  | Senegal                                                                | Coppa d'Africa 2015 - 1º Turno                                         | -                                                                      |                                                                        |
| 13-6-2015                                                              | Dakar                                                                  | Senegal                                                                | 3 – 1                                                                  | Burundi                                                                | Qual. Coppa d'Africa 2017                                              | -                                                                      |                                                                        |
| 5-9-2015                                                               | Windhoek                                                               | Namibia                                                                | 0 – 2                                                                  | Senegal                                                                | Qual. Coppa d'Africa 2017                                              | -                                                                      |                                                                        |
| 13-10-2015                                                             | Algeri                                                                 | Algeria                                                                | 1 – 0                                                                  | Senegal                                                                | Amichevole                                                             | -                                                                      | 72’                                                                    |
| 13-11-2015                                                             | Antananarivo                                                           | Madagascar                                                             | 2 – 2                                                                  | Senegal                                                                | Qual. Mondiali 2018                                                    | -                                                                      |                                                                        |
| 17-11-2015                                                             | Dakar                                                                  | Senegal                                                                | 3 – 0                                                                  | Madagascar                                                             | Qual. Mondiali 2018                                                    | -                                                                      |                                                                        |
| 8-1-2017                                                               | Brazzaville                                                            | Libia                                                                  | 1 – 2                                                                  | Senegal                                                                | Amichevole                                                             | -                                                                      |                                                                        |
| 11-1-2017                                                              | Brazzaville                                                            | Rep. del Congo                                                         | 0 – 2                                                                  | Senegal                                                                | Amichevole                                                             | -                                                                      | 54’                                                                    |
| 15-1-2017                                                              | Franceville                                                            | Tunisia                                                                | 0 – 2                                                                  | Senegal                                                                | Coppa d'Africa 2017 - 1º turno                                         | -                                                                      | 72’                                                                    |
| 19-1-2017                                                              | Franceville                                                            | Senegal                                                                | 2 – 0                                                                  | Zimbabwe                                                               | Coppa d'Africa 2017 - 1º turno                                         | 1                                                                      |                                                                        |
| 29-1-2017                                                              | Franceville                                                            | Senegal                                                                | 0 – 0 dts (4 – 5 dtr)                                                  | Camerun                                                                | Coppa d'Africa 2017 - Quarti di finale                                 | -                                                                      |                                                                        |
| 27-3-2017                                                              | Parigi                                                                 | Costa d'Avorio                                                         | 1 – 1                                                                  | Senegal                                                                | Amichevole                                                             | -                                                                      |                                                                        |
| 6-6-2017                                                               | Dakar                                                                  | Senegal                                                                | 0 – 0                                                                  | Uganda                                                                 | Amichevole                                                             | -                                                                      | 62’                                                                    |
| 10-6-2017                                                              | Dakar                                                                  | Senegal                                                                | 3 – 0                                                                  | Guinea Equatoriale                                                     | Qual. Coppa d'Africa 2019                                              | -                                                                      |                                                                        |
| 23-3-2018                                                              | Kota Bharu                                                             | Senegal                                                                | 1 – 1                                                                  | Uzbekistan                                                             | Amichevole                                                             | -                                                                      | 66’                                                                    |
| 27-3-2018                                                              | Dakar                                                                  | Senegal                                                                | 0 – 0                                                                  | Bosnia ed Erzegovina                                                   | Amichevole                                                             | -                                                                      | 72’                                                                    |
| 16-6-2019                                                              | Ismailia                                                               | Senegal                                                                | 1 – 0                                                                  | Nigeria                                                                | Amichevole                                                             | -                                                                      | 70’                                                                    |
| 27-6-2019                                                              | Il Cairo                                                               | Senegal                                                                | 0 – 1                                                                  | Algeria                                                                | Coppa d'Africa 2019 - 1º turno                                         | -                                                                      | 87’                                                                    |
| 1-7-2019                                                               | Il Cairo                                                               | Kenya                                                                  | 0 – 3                                                                  | Senegal                                                                | Coppa d'Africa 2019 - 1º turno                                         | -                                                                      |                                                                        |
| 5-7-2019                                                               | Il Cairo                                                               | Uganda                                                                 | 0 – 1                                                                  | Senegal                                                                | Coppa d'Africa 2019 - Ottavi di finale                                 | -                                                                      | 69’                                                                    |
| 10-7-2019                                                              | Il Cairo                                                               | Senegal                                                                | 1 – 0                                                                  | Benin                                                                  | Coppa d'Africa 2019 - Quarti di finale                                 | -                                                                      |                                                                        |
| 14-7-2019                                                              | Il Cairo                                                               | Senegal                                                                | 1 – 0 dts                                                              | Tunisia                                                                | Coppa d'Africa 2019 - Semifinale                                       | -                                                                      |                                                                        |
| 19-7-2019                                                              | Il Cairo                                                               | Senegal                                                                | 0 – 1                                                                  | Algeria                                                                | Coppa d'Africa 2019 - Finale                                           | -                                                                      | 75’                                                                    |
| Totale                                                                 |                                                                        | Presenze                                                               | 31                                                                     |                                                                        | Reti                                                                   | 1                                                                      |                                                                        |

## Palmarès

### Club

#### Competizioni nazionali
- Campionato francese: 1

Bordeaux: 2008-2009
- Coppa di Francia: 1

Bordeaux: 2012-2013
- Coppa di Lega francese: 1

Bordeaux: 2008-2009
- Supercoppa francese: 2

Bordeaux: 2008, 2009